# Johan Askelöf
Johan Askelöf, född 11 april 1733 i Askeby socken, död 18 april 1809 i Klockrike socken, var en svensk präst.

## Biografi
Johan Askelöf föddes 1733 på Öijeby i Askeby socken. Han var son till bonden Amund Olofsson och Gustava Ingeborg Andersdotter. Askelöf studerade i Linköping och blev 1755 student vid Uppsala universitet, Uppsala. Han blev 16 juni 1761 magister och prästvigdes 2 december 1764 till huspredikant på Säby i Vists socken. Askelöf blev 1768 extra ordinarie bataljonspredikant vid Östgöta infanteriregemente och tog pastoralexamen 10 maj 1774. Han blev 16 juni 1774 pastor vid Vadstena krigsmanshusförsamling och 8 november 1775 kyrkoherde i Klockrike församling. Asklöf blev prost 9 augusti 1794. Han avled 18 april 1809 i Klockrike socken.

### Familj
Askelöf gifte sig första gången 18 april 1776 med Anna Catharina Alstrin (1754–1792), som var dotter till bergmästaren Lars Alstrin och Juliana Catharina Roland i Moss, Norge. De fick tillsammans barnen Catharina Juliana (1777–1803), Johan Germund (1778–1779), Anna Sophia (1779–1779), Ingeborg Johanna (född 1780), Johan Gustaf, Sophia Albertina (1783–1789), Brita Stina (1784–1784), Anna Helena, Maria Elisabeth (1787–1834), Carl Eric (1788–1830), Hedvig Ulrica och Beata Lovisa (född 1791). Askelöf gifte sig andra gången 28 april 1795 med Anna Brita Wallman (1746–1814), som var dotter till kyrkoherden Daniel Wallman och Margareta Storck i Fornåsa socken samt änka efter komministern J. Arelius i Vikingstads socken.